# 20893 Rosymccloskey
20893 Rosymccloskey este un asteroid din centura principală de asteroizi.

## Descriere
20893 Rosymccloskey este un asteroid din centura principală de asteroizi. A fost descoperit pe 20 noiembrie 2000 la Socorro, New Mexico, în cadrul proiectului LINEAR. Asteroidul prezintă o orbită caracterizată de o semiaxă mare de 2,25 ua, o excentricitate de 0,20 și o înclinație de 4,9° în raport cu ecliptica.